# Mati Klarwein

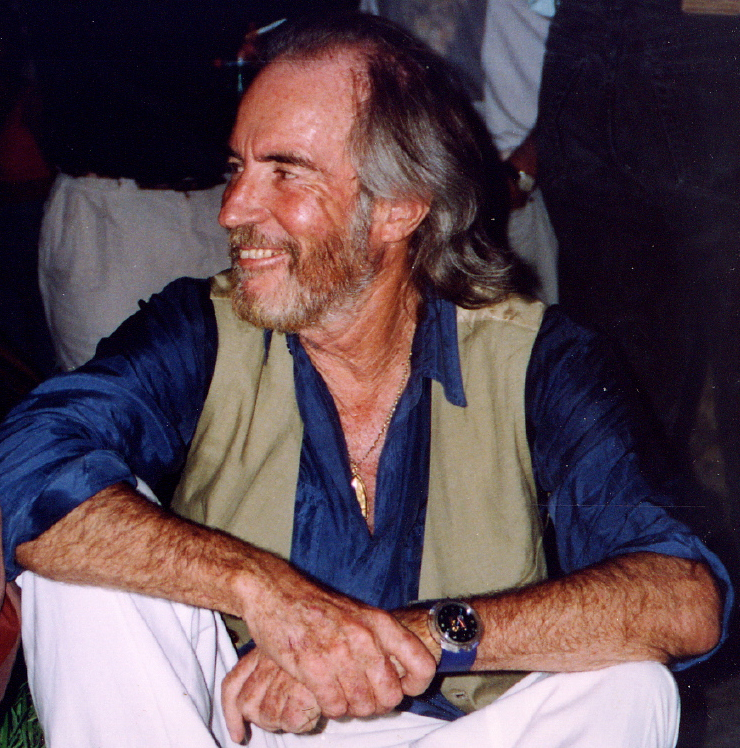
Mati Klarwein, 1992

Mati Klarwein (* 9. April 1932 in Hamburg; † 7. März 2002 in Deià, Mallorca) war ein französischer Maler deutscher Abstammung.

## Leben
Zur Zeit von Klarweins Geburt arbeitete sein Vater Ossip als Hauptentwurfsarchitekt im Architekturbüro Fritz Högers. Seine Mutter war die Opernsängerin Elsa Kühne, verh. Klarwein. Nach Beendigung des laufenden Auftrags seines Vaters – der expressionistischen Kirche am Hohenzollernplatz in Berlin – am 19. März 1933 emigrierte die Familie ins britische Mandatsgebiet Palästina, da sie als Juden in Deutschland keine Zukunft mehr hatten. 1948 reiste die Familie nach Paris, wo Mati Klarwein zunächst an der École des Beaux-Arts seine Ausbildung begann. Später lernte er bei Fernand Léger und danach von Ernst Fuchs, der sein Schaffen beeinflusste.
Bekannt wurde er vor allem durch die Gestaltung der Plattencover von Miles Davis Bitches Brew und Carlos Santanas Abraxas. Er gestaltete die Bilder vieler weiterer Plattencover (unter anderem von Jon Hassell und den Last Poets) und war ein gefragter Porträtmaler.
Sein Stil erinnert in manchen Aspekten an seinen Malerkollegen und Freund Ernst Fuchs, entzieht sich aber letztlich jeder weiteren Beschreibung. Dem manchmal gewählten Etikett psychedelische Kunst steht die Aussage des Malers entgegen, dass er nicht unter dem Einfluss von Drogen male.